# Bildhuggargalaxen
Bildhuggargalaxen, även NGC 253 eller Silvermyntsgalaxen, är en mellanliggande spiralgalax i stjärnbilden Bildhuggaren. Den ligger 11,4 miljoner ljusår ifrån jorden och är en starburstgalax. Skulptörgalaxen är en stjärnexplosionsgalax, vilket innebär att den för närvarande (2025) genomgår en period av intensiv stjärnbildning. 

## Observation

### Observationshistorik
Galaxen upptäcktes av Caroline Herschel år 1783 under en av hennes systematiska kometsökningar. Ungefär ett halvt sekel senare observerade John Herschel den med sin 18-tums metalliska spegelreflektor vid Godahoppsudden. Han skrev: "mycket ljusstark och stor (24 bågminuter lång); ett fantastiskt objekt.... Dess ljus är något randigt, men jag ser inga stjärnor i den förutom fyra stora och en mycket liten, och dessa verkar inte tillhöra den, eftersom det finns många nära..." 
År 1961 skrev Allan Sandage i Hubble Atlas of Galaxies att Bildhuggargalaxen är "prototypen för en speciell undergrupp av Sc-system ... fotografiska bilder av galaxer i gruppen domineras av stoftmönstret. Stoftstråk och fläckar av stor komplexitet är utspridda över ytan. Spiralarmar är ofta svåra att spåra ... Armarna definieras lika mycket av stoftet som av spiralmönstret." Bernard Y. Mills, som arbetade från Sydney, upptäckte att Bildhuggargalaxen också är en ganska stark radiokälla.
År 1998 tog Hubbleteleskopet en detaljerad bild av NGC 253.

### Amatörobservation
Som en av de ljusaste galaxerna på himlen kan Bildhuggargalaxen ses genom en handkikare och ligger nära stjärnan Beta Ceti. Den anses vara en av de mest lättupptäckta galaxerna på himlen efter Andromedagalaxen.
Bildhuggargalaxen är ett bra observationsmål med ett teleskop med en diameter på 300 mm eller större. I sådana teleskop framstår den som en galax med en lång, oval utbuktning och en fläckig galaktisk skiva. Även om utbuktningen bara verkar något ljusare än resten av galaxen, är den ganska utsträckt jämfört med skivan. I 400 mm teleskop och större syns en mörk dammstrimla nordväst om kärnan, och över ett dussin svaga stjärnor kan ses ovanpå utbuktningen. Vissa personer hävdar att de har observerat galaxen med blotta ögat under exceptionell goda observationsförhållanden.

## Egenskaper

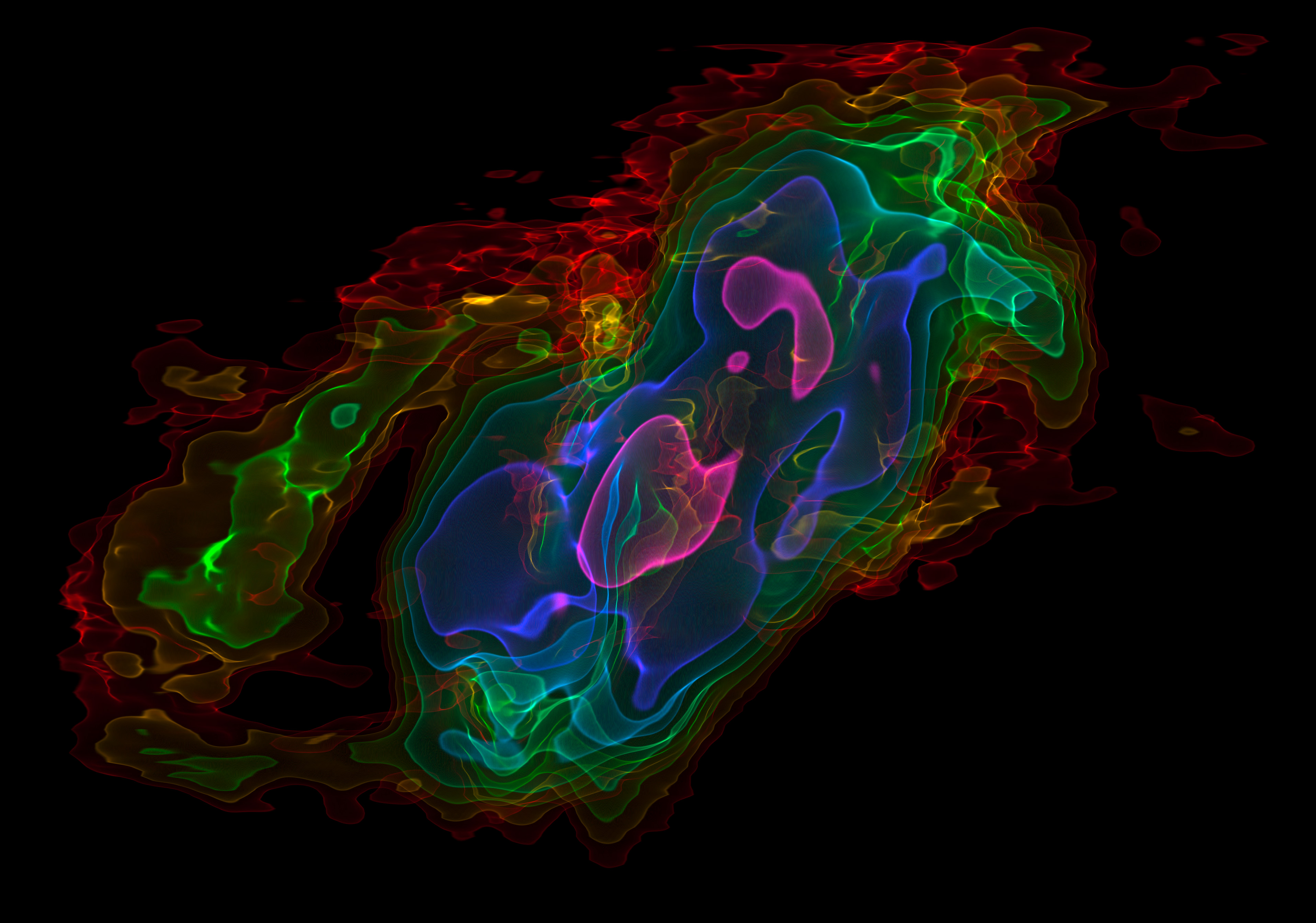
Tredimensionell simulering av ALMA-observationer av utflödena.

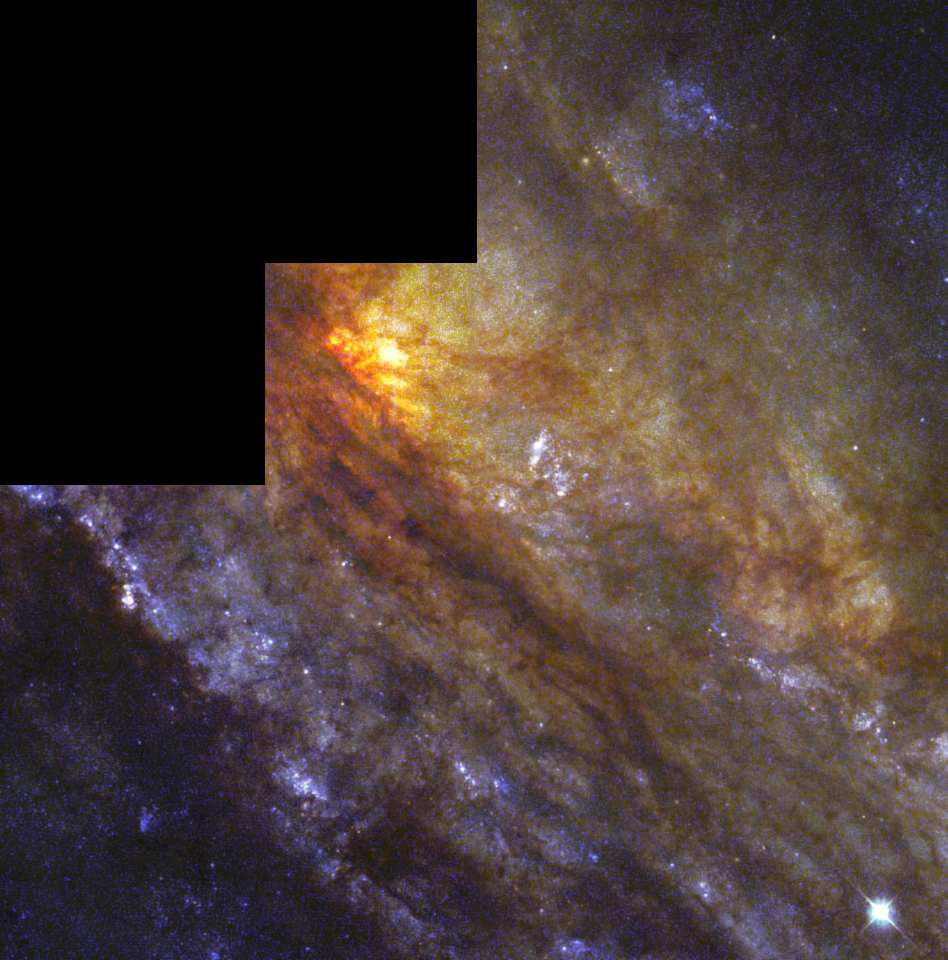
Detalj av NGC 253 fångad av Hubbleteleskopet. (Foto: HST/NASA/ESA).

Bildhuggargalaxen ligger i centrum av Sculptorgruppen, en av de närmaste galaxgrupperna till Vintergatan. Bildhuggargalaxen (den ljusaste galaxen i gruppen och en av de i sig ljusaste galaxerna i närheten av Vintergatan, endast överträffad av Andromedagalaxen och Sombrerogalaxen) och de medföljande galaxerna NGC 247, PGC 2881, PGC 2933, Skulptör-dE1 och UGCA 15 bildar en gravitationsbunden kärna nära gruppens centrum. De flesta andra galaxer som är förknippade med Skulptörgruppen är endast svagt gravitationsbundna till denna kärna.

### Stjärnutbrott
NGC 253:s stjärnutbrott har skapat flera superstjärnhopar i NGC 253:s centrum (upptäckta med hjälp av Hubbleteleskopet): en med en massa på 1,5 × 106 solmassor och en absolut magnitud på minst −15, och två andra med 5 × 104 solmassor och absolut magnitud omkring −11. Senare studier har upptäckt en ännu mer massiv stjärnhop som är kraftigt skymd av NGC 253:s interstellära stoft med en massa på 1,4 × 106 solmassor ', en ålder på cirka 5,7 × 106 år, och rik på Wolf-Rayet-stjärnor. Superstjärnhoparna är arrangerade i en ellips runt centrum av NGC 253, vilket från jordens perspektiv framstår som en plan linje.
Stjärnbildningen är också hög i nordöstra delen av NGC 253:s skiva, där ett antal röda superjättar kan hittas, och i dess halo finns unga stjärnor såväl som vissa mängder neutralt väte. Detta, tillsammans med andra särdrag som finns i NGC 253, tyder på att en gasrik dvärggalax kolliderade med den för 200 miljoner år sedan, vilket störde dess skiva och startade den nuvarande stjärnexplosionen.
Precis som i andra galaxer som har kraftig stjärnbildning, som Messier 82, NGC 4631 eller NGC 4666, har stjärnvindarna från de massiva stjärnorna som producerades i stjärnutbrottet, såväl som deras död som supernovor, blåst ut material till NGC 253:s halo i form av en supervind som verkar hämma stjärnbildningen i galaxen.

## Novor och supernovor
Även om supernovor generellt sett förknippas med stjärnutbrottsgalaxer, har endast en upptäckts inom Bildhuggargalaxen. SN 1940E (okänd typ, magnitud 14) upptäcktes av Fritz Zwicky den 22 november 1940, belägen ungefär 54 bågsekunder sydväst om galaxens kärna.
NGC 253 är tillräckligt nära för att även klassiska novor kan upptäckas. Den första bekräftade novan med magnituden 19,6 i denna galax upptäcktes av BlackGEM den 12 juli 2024 och betecknades AT 2024pid.

## Centralt svart hål
Forskning tyder på närvaro av ett supermassivt svart hål i mitten av galaxen med en massa som uppskattas vara 5 miljoner gånger solens, vilken är något tyngre än Sagittarius A*.

## Avståndsuppskattningar
Minst två tekniker har använts för att mäta avstånd till Bildhuggaren under de senaste tio åren.
Med hjälp av metoden med planetarisk nebulosas luminositetsfunktion, uppnåddes år 2005 en uppskattning på 10,89 +0,85−1,24 miljoner ljusår (3,34 +0,26−0,38 Megaparsek).
Bildhuggargalaxen är tillräckligt nära för att metoden med spetsen på den röda jättegrenen (TRGB) också kan användas för att uppskatta dess avstånd. Det uppskattade avståndet till Bildhuggaren med hjälp av denna teknik gav år 2004 12,8 ± 1,2 miljoner ljusår (3,94 ± 0,37 Mparsec ).
Ett viktat medelvärde av de mest tillförlitliga avståndsuppskattningarna ger ett avstånd på 11,4 ± 0,7 miljoner ljusår (3,5 ± 0,2 Mparsec).

## Satellit
Ett internationellt forskarteam har använt Subaru-teleskopet för att identifiera en svag dvärggalax som störs av NGC 253. Satellitgalaxen heter NGC 253-dw2 och kanske inte överlever sin nästa passage av sin mycket större värdgalax. Värdgalaxen kan också drabbas av viss skada om dvärgen är tillräckligt massiv.Samspelet mellan de två galaxerna orsakar störningen i NGC 253:s struktur.